# 이가혁 라이브
《이가혁 라이브》는 JTBC에서 매주 월요일부터 금요일 오후 5시에 방송 중인 시사 뉴스 프로그램이다.

## 방송 시간
| 방송 채널 | 방송 기간              | 방송 시간                     |
| --------- | ---------------------- | ----------------------------- |
| JTBC      | 2025년 7월 28일 ~ 현재 | 평일 오후 5시 ~ 저녁 6시 30분 |

## 앵커

### 메인
- 이가혁 시사제작부장

### 서브
- 백다혜 아나운서

## 구성
- 한 줄 뉴스
- 이슈브리핑
- 더in터뷰

## 경쟁 프로그램
- 시사쇼 정치다 (TV조선)
- 채널A 뉴스 TOP 10 (채널A)
- MBN 뉴스와이드 (MBN)